# Dalhousiea paucisperma
Dalhousiea paucisperma är en ärtväxtart som beskrevs av William Griffiths. Dalhousiea paucisperma ingår i släktet Dalhousiea, och familjen ärtväxter. Inga underarter finns listade i Catalogue of Life.